# غراب مروحي الذنب
الغراب مروحي الذنب (الاسم العلمي: Corvus rhipidurus) هو غراب متوسط الحجم يستوطن شرق إفريقيا وشبه الجزيرة العربية في المنحدرات الصحراوية.

## الوصف

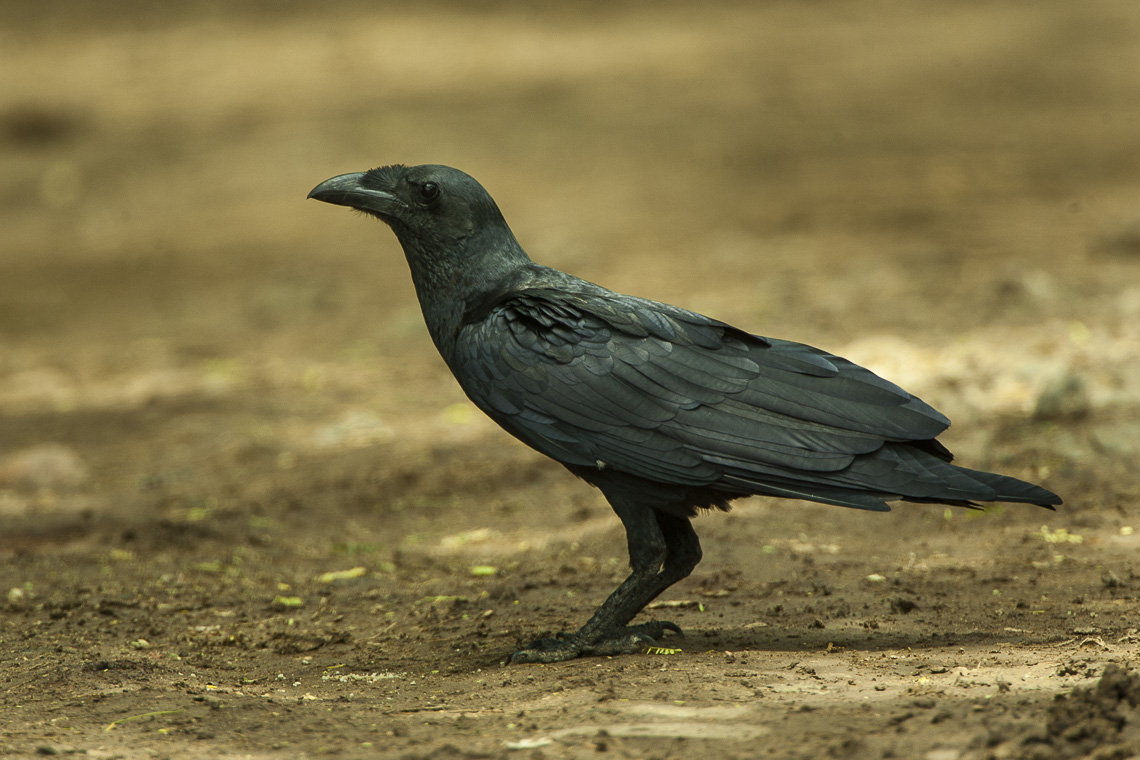
غراب مروحيّ الذنب

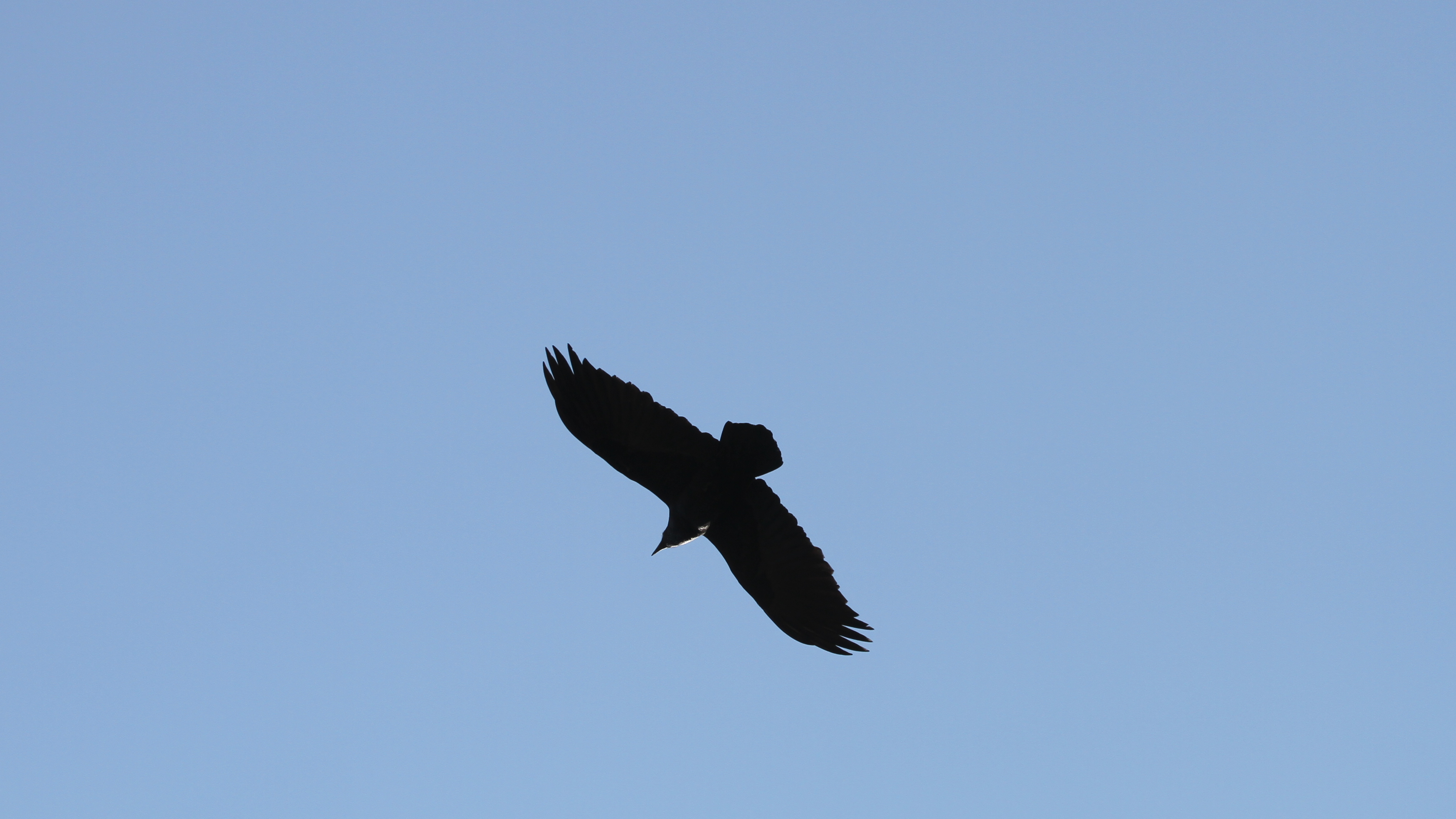
أثناء الطيران

الغراب مروحيّ الذيل طائر متوسط الحجم حيث يصل طوله إلى 47 سم، ويُراوح باع جناحيه من 102 إلى 120 سم، ووزنُه من 340 إلى 550 غم. لون طائر أسود كُليًا بما في ذلك المنقار والسيقان والأقدام، الريش ذو لمعان أزرق مُسوَّد ذو لمعان أرجواني أو برونزي تحت الإضائة، حين يبلى الريش يُصبح لمعانه برونزيًا زيتيًا أو مزرقًا وحنى نُحاسيًا ما قد يجعل كِسوة الطائر تبدو بُنيّة، أما الطيور اليافعة فهي أقل لمعانًا مقارنة بالبالغين. أثناء الطيران يتباين ريش الطيران الفاتح مع كواسي الجناح الدكناء. ريش الحلق قصير جدًا مقارنةً بالغربان الكبيرة الأخرى والذيل قصير ومُستدير استدارة بارزة والأجنحة كبيرة وعريضة جدًا ما يمنحه مظهرًا مميزًا عند تحليقه في الهواء، أثناء الجثوم تمتد القوادم إلى ما بعد نهاية الذيل. المنقار كبير ثخين في حين أن الرأس صغير.
صوته نعيبٌ أجشٌ شبيه بنقيق الضفادع وهو أقل خشونة بالمُقارنة مع الغربان الأخرى.

## الانتشار والموطن

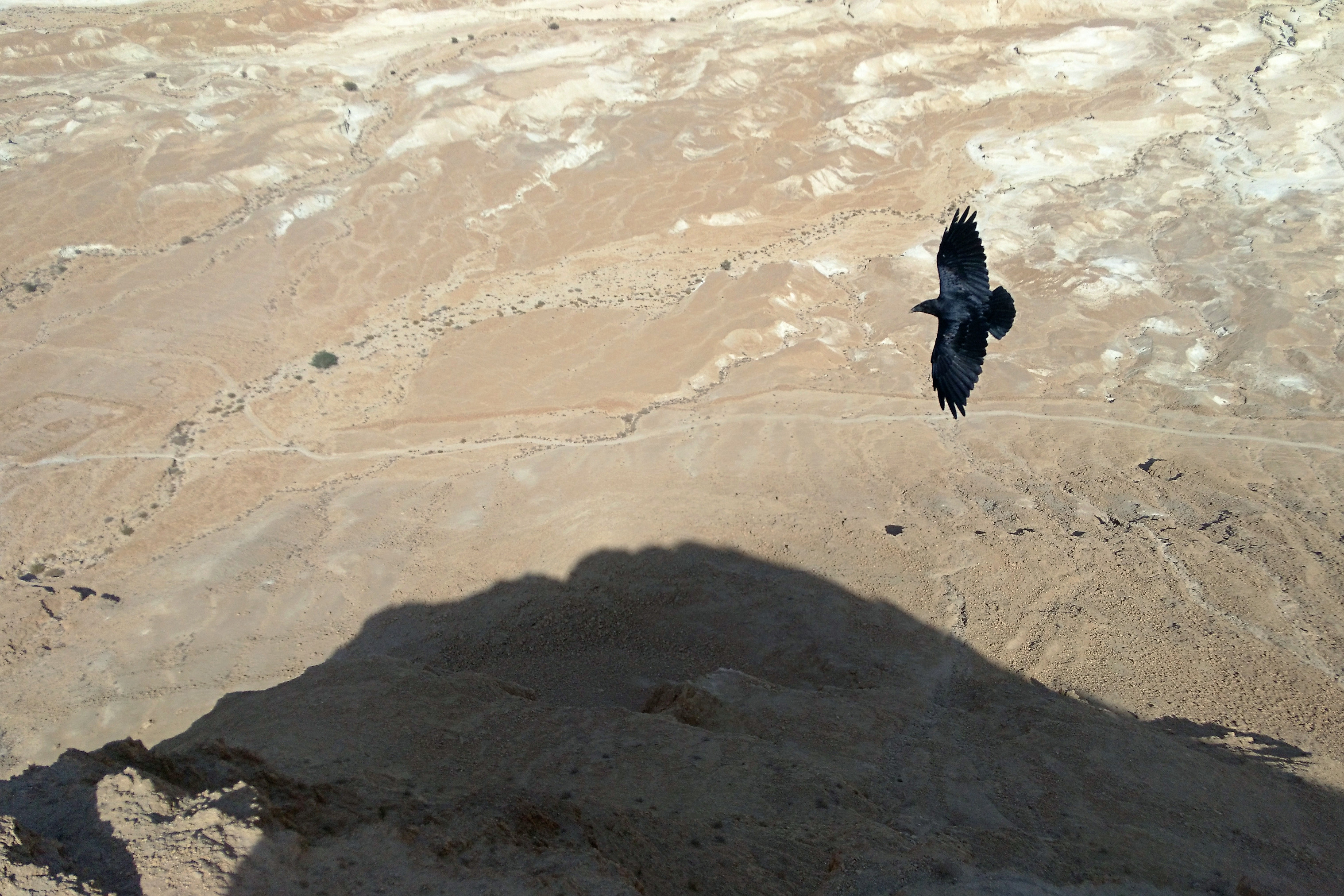
غراب مروحيّ الذيل أثناء التحليق

تنتشر هذه الغربان في الشرق الأوسط وفي السودان وكينيا جنوبًا، وتنتشر وصولًا إلى جبال آير غربًا. يفضل هذا النوع الوجود في الأجرف والتضاريس المجاورة لها في المناطق الصحراوية. يُفرخ أساسًا في المناطق شبه القاحلة أو القاحلة، ويفضل وجود منحدرات أو أجرف مناسبة للتعشيش، ما يتيح فرصًا من أجل اللعب أو التحليق باستخدام التيارات الدافئة كما تفعل النسور.

## السلوك

### الغذاء
تبحث الغربان مروحية الذنب عن الغذاء في أزواج، وأكثر شيوعًا في أسراب، وحين لا تشعر بالتهديد تبحث في المتنزهات ومكبات النُفايات ومواقع التخييم. يقتات هذا النوع على البذور والفواكه والحشرات واللافقاريات الصغيرة والجيف ومخلفات طعام الإنسان، ورُصد وهو يتغذى على الطُفيليات التي في جلد الجمال.

### التفريخ
تُفرخ هذه الغربان على شقوق الأجراف حيث تبني عُشًا فضفاضًا كأسي الشكل بواسطة العصي والأغصان والجذور، ويُبطن بالصوف والشعر والقُماش والأغصان والمواد الناعمة الأخرى. تضع الأنثى 3 أو 4 بيضات ناعمة ولامعة. وهي ذات لون أزرق مخضر شاحب، ومُبقعة ومُرقطة أو مخططة باللون البني الزيتوني والبني الداكن. تستمر فترة حضانة البيض من 18 إلى 20 يومًا.